# Хансен, Мадс
Мадс Ха́нсен (норв. Mads Hansen; род. 16 сентября 1978, Осло) — норвежский хоккеист, игравший на позиции центрального нападающего, участник двух зимних Олимпийских игр.

## Карьера

### Клубная карьера
Свою карьеру хоккеиста Хансен начал в команде «Манглеруд Стар», игравшую в норвежской элитной серии. В её составе Мадс отыграл три сезона, после чего перешёл в более сильный клуб «Сторхамар Дрэгонс». По итогам сезона 1999/2000 Хансен впервые в карьере стал чемпионом Норвегии. Сезон 2002/2003 Хансен провёл в «Волеренге»,  с которой стал чемпионом страны. По окончании сезона Мадс отправился во вторую по значимости лигу в Швеции. Летом 2005 года Хансен на один год вернулся в «Сторхамар Дрэгонс». Сезон 2006/2007 Мадс начал в клубе Элитной серии Швеции «Брюнес». В Швеции Хансен отыграл 7 сезонов, за время которых сумел с командой завоевать чемпионский титул. Последние два сезона Хансен провёл в «Сторхамар Дрэгонс», став по итогам сезона 2014/2015 серебряным призёром национального чемпионата. Летом 2015 года Хансен принял решение завершить спортивную карьеру.

### Международная карьера
В составе сборной Норвегии Хансен принял участие в молодёжном чемпионате мира 1997 года в группе B. Свои выступления за основную сборную Мадс начал в 2000 году. За сборную Хансен выступал на 10-ти чемпионатах мира элитной группы. Дважды Хансен принимал участие в зимних Олимпийских играх, отыграв в общей сложности 8 матчей, в которых забросил одну шайбу.

## Статистика
| Легенда | Легенда                    | Легенда | Легенда                   | Легенда | Легенда    |
| ------- | -------------------------- | ------- | ------------------------- | ------- | ---------- |
| И       | Количество проведённых игр | Штр     | Штрафное время            | +/−     | Плюс-минус |
| Г       | Голы                       | П       | Голевые передачи          | О       | Очки       |
| -       | Статистика неизвестна      | —       | Статистика не учитывалась |         |            |

### Клубная карьера
- a В «Плей-офф» учитывается статистика игрока в Квалификационном турнире Элитной серии.

## Достижения

### Командные
Норвегия
- Победитель первого дивизиона чемпионата мира (1): 2005
- Серебряный призёр первого дивизиона чемпионата мира (2): 2003, 2004
- Бронзовый призёр первого дивизиона чемпионата мира (1): 2002

 Сторхамар Дрэгонс
- Чемпион Норвегии (1): 1999/00
- Серебряный призёр чемпионата Норвегии (1): 2014/15

 Волеренга
- Чемпион Норвегии (1): 2002/03

 Брюнес
- Чемпион Швеции (1): 2011/12

### Личные
Сторхамар Дрэгонс
- Лучший ассистент чемпионата Норвегии (1): 2005/06 (46)